# Acanthamoeba polyphaga
Acanthamoeba polyphaga is een soort in de taxonomische indeling van de Amoebozoa. Deze micro-organismen hebben geen vaste vorm en hebben schijnvoetjes. Met deze schijnvoetjes kunnen ze voortbewegen en zich voeden. Het organisme komt uit het geslacht Acanthamoeba en behoort tot de familie Acanthamoebidae. Acanthamoeba polyphaga werd ontdekt door Puschkarew.